# Geolycosa liberiana
Geolycosa liberiana är en spindelart som beskrevs av Roewer 1960. Geolycosa liberiana ingår i släktet Geolycosa och familjen vargspindlar.
Artens utbredningsområde är Liberia. Inga underarter finns listade i Catalogue of Life.